# Burzovně obchodovaný fond
Burzovně obchodovaný fond (angl. exchange-traded fund, zkráceně ETF) je podobně jako akcie snadno dostupný investiční nástroj kapitálového trhu, který vytvářejí a spravují specializované finanční instituce.
Na americké burze se ETF obchodují od roku 1993. Jsou to společnosti založené buď jako investiční trust, nebo investiční fond. Cílem burzovně obchodovaného fondu je sledování indexu podkladového aktiva, u velké části jsou to akcie. V praxi se nejčastěji setkáme s ETF kopírujícími největší akciové indexy (například S&P 500, Nasdaq, FTSE 100 či DAX), pak jde o tzv. indexové fondy.
Složení podkladových aktiv mají na starosti manažeři fondu, kteří při vzniku ETF sdělí oprávněným účastníkům (tvůrcům trhu, institucionálním investorům), jaké bude složení podkladových aktiv fondu. Burzovně obchodovaný fond musí vydat svůj prospekt, kde jsou přesné informace o složení aktiv a záměru fondu. Autorizovaní účastníci poté nakoupí požadovaná aktiva (akcie, komodity, měny) na burze a smění je na primárním trhu s burzovně obchodovaným fondem za cenné papíry ETF. Jedná se o velké objemy akcií ETF, které se mohou pohybovat od 25 000 do 250 000 kusů - analogicky jako u lotů na burzovním trhu. Nakoupené akcie burzovně obchodovaného fondu může autorizovaný účastník prodat dále na sekundárním trhu drobným investorům. Ti si koupí ETF stejně jako kterékoliv jiné akcie u svého brokera. Část získaných ETF si autorizovaný účastník ponechává k arbitrážním obchodům mezi podkladovými aktivy burzovně obchodovaného fondu a jeho akciemi. Čeká na příležitost pro arbitráž. Tento mechanismus vzniku a zániku ETF je zárukou toho, že ETF kopíruje cenu podkladového aktiva. Cena ETF se stanovuje každých 15 sekund na burze a stejně jako u normálních akcií je pro něj klíčový střet poptávky a nabídky na trhu. Likvidita ETF se určuje jako likvidita podkladového aktiva.

## Historie
Historie ETF je datována k začátku 90. let, kdy proběhly první pokusy rozšířit investorské možnosti prostřednictvím fondů, které měly být přijaty k obchodování na burze a byly připraveny tak, aby byly dokonale synchronní s indexem S&P a nabídly tak, široké veřejnosti s několika málo (tisíci) dolary v kapse, možnost investice do celého spektra titulů obsažených v tomto indexu.
V roce 1992 připustila SEC (Securities Exchange Commision) možnost nabídky historicky prvního ETF, který se dočkal první kotace na burze AMEX o rok později. Tímto průkopníkem byl SPDRs (S&P Depositary Receipts) tzv. SPIDER - Ticker: SPY který je vázán na index S&P 500. Díky rychlému přijetí investorským publikem, věhlasu a komerčnímu úspěchu Spideru zakrátko následovaly QUBEs – Ticker: QQQQ (NASDAQ-100), DIAMONDs – Ticker: DIA (Dow Jones Industrial Average) a mnohé další. Nicméně všechna tato ETF jsou pasivně spravovanými fondy, kde se management stará pouze o to, aby se složení portfolia co nejvíce blížilo aktuálnímu koši vázaného indexu. Pasivně spravovaných ETF tedy těch, jejichž benchmarkem je konkrétní index, vzniklo za posledních 10 let jenom v USA skoro na dvě stovky. Ty se postupem času vyvíjely a vznikaly nové ETF, které se soustředily i na zahraniční trhy stopující globální, kontinentální nebo přímo regionální indexy.
Vznik moderních ETF vyžadujících aktivní správu portfolia povolila americká SEC až teprve v roce 2008, když připravila dostatečnou regulaci především v oblasti bezpečného řízení a transparentnosti portfolií aktivně spravovaných fondů. Je nutné poznamenat, že tato nová regulace ze strany SEC za poslední rok podpořila vznik přibližně 200 dalších různorodých veřejně obchodovaných fondů. Tyto exchange-traded funds se značně liší svou skladbou portfolia od původních indexových titulů. A ve většině případů jsou oborově zaměřeny např. na sektor financí, realit, těžební průmysl, zemědělský průmysl apod. Kromě akcií společností podnikajících v daném sektoru služeb nebo výroby do svých aktiv zařazují také opce a komoditní futures kontrakty, jak už bylo zmíněno výše.
Rok 2008 lze tedy považovat za ETF boom, který přinesl jistě o něco zajímavější a snazší cestu k investování „pro každého a v podstatě a naprosto do čehokoliv“, ale zároveň tato euforie vzbudila mnoho otazníků nad budoucností klasických nástrojů kolektivního investování, upozornila na potřeby redefinovat současné regulace v této oblasti, a podložit skutečnou podstatou a potřebou ETF v takovém nepřeberném množství a zaměření a zároveň ptát se, zda aktivně spravovaná ETF mají a následují kvalitní analytické výzkumy a jsou dostatečným ospravedlněním pro jejich obchody a zacházení s majetkem těchto fondů.

## Charakteristika
Exchange-traded funds se v poslední době těší veliké oblibě ze strany drobných investorů, protože nabízejí jako otevřené podílové fondy možnost investování do většího množství rozdílných titulů a nástrojů kapitálového trhu koupí pouhého jediného cenného papíru. Znamená to, že pro tyto fondy je typické portfolio, do kterého zařazují v odpovídajících poměrech především akcie společností ze sledovaného indexu – tedy indexově navázaná ETF nebo obsahují jinou skupinu akcií či investičních instrumentů. Právě proto si ETF vysloužily výrazy v českém ekvivalentu znějící jako – veřejně obchodovaný fond, indexová akcie anebo v extrémních případech zvláštně konstruovaných portfolií - E.T. podíl.
ETF si mohou libovolně zvolit svoje podkladová aktiva. Od komodit přes akcie na rozvíjejících se trzích až po měny a dluhopisy. Popularitě se těší indexové ETF, které jsou navázané například na nejdůležitější akciové indexy jako Dow Jones nebo S&P 500. Složení záleží na fantasii manažera fondu. Někteří se mohou soustředit na aktiva, která se vyvíjejí inverzně k americkému akciovému trhu a tím umožňují investorům vyvarovat se ztrát nákupem těchto ETF v době medvědího trhu na akciových trzích. Moderní ne-indexové ETF bývají ve většině případů konkrétně zaměřeny na určitý sektor, region, komoditu nebo dluhopisové nástroje a do svého portfolia pořizují kromě akcií jednotlivých společností také deriváty, futures kontrakty a obligace. Drobný investor tedy rázem může prostřednictvím ETF spekulovat na ceny komodit, měny a vývoje sazeb mezibankovního trhu bez nutnosti skládat vysoký počáteční kapitál, shánět brokera s širší licencí a nabídkou služeb a zakládat si jiný účet než takový který potřebuje pro obchodování s akciemi.
Participace investora v tomto fondu je reprezentována certifikátem, který je standardně obchodován přímo na burzovních trzích, a nabízí vesměs stejné možnosti investování právě tak jako obyčejná akcie. Lze tudíž využívat tradičních technik obchodování a tedy možnosti nákupu na úvěr, prázdné prodeje (short sells = spekulace na pokles ceny), zadávání limitních, stop-loss a časově disponovaných příkazů, opční obchody apod.
Kromě toho některé ETF také poskytují pravidelné výplaty dividend nebo kupónové platby. Na rozdíl od klasických podílových fondů ETFs zpětně neodkupují od zákazníků jejich podíly, ale ty jsou předmětem obchodování na sekundárním trhu (burze) a tak je cena ETF určována nabídkou a poptávkou, která se mění prakticky neustále v průběhu celého dne, na rozdíl od otevřených podílových fondů, kdy je cena zpravidla určena až na konci obchodního dne. Čistá hodnota aktiv (Net Asset Value = NAV) daného ETF se stanovuje na základě celkové tržní hodnoty cenných papírů obsažených v portfoliu fondu, k čemuž se přičtou dividendy, odečtou se náklady a suma se vydělí počtem podílů, jež fond vydal. Výsledné číslo by se mělo blížit tržní ceně k danému okamžiku, ale jen zřídkakdy jsou stejné. Nicméně rozdíl ceny by měl být u většiny ETF poměrně malý, a to i díky profesionálním investorům a arbitražérům, kteří cenu ETF korigují a udržují povětšinou v mantinelech +-2 % od skutečné aktuální hodnoty podílu, což dokládají studie věnující se rizikům kontinuálního oceňování a efektivním trhům.
Autorizovaní účastníci fondu (institucionální investoři) mají možnost vytvářet nové podíly tak, že nakoupí v řádech desítek tisíc kusů tzv. „creation units“ – velké balíky ETF podílů přímo od manažera fondu za NAV, které potom tyto instituce nabízejí dalším investorům prostřednictvím burzy. Zároveň správci každého ETF mají povinnost zajišťovat neustálou likviditu, takže pomineme-li riziko selhání tvůrce trhu, nemělo by se stát, že v případě kdy ceny akcí na burze letí strmě dolů, nemáme komu prodat akcii ETF anebo od koho nakoupit. To vše dohromady zakládá prakticky neustálou obchodovatelnost, kterou je zajištěna dostatečná likvidita a flexibilita.
Nespornou výhodou investice do ETF je především úspora vstupních nákladů, které mohou být několika-násobně vyšší v případě investice do podílového fondu se stejnou strukturou aktiv. Jak už bylo řečeno, jediným přímým poplatkem je provize obchodníkovi za nákup a prodej ETF a nepřímý roční poplatek manažerům fondu za jeho obhospodařování a správu v rozmezí 0,03 % až 3 %. Z toho jasně plyne, že investování do ETF má oproti klasickým nástrojům kolektivního investování řadu výhod především v nákladovosti, dostupnosti a likvidity přičemž je důležité poznamenat i několik málo nevýhod.

## Nakládání s dividendami
Otázkou je, zda zvolit investiční trust nebo investiční fond. Dvě právní podoby burzovně obchodovaného fondu se liší především v tom, jak nakládají s vyplacenými dividendami, na které má držitel ETF na sekundárním trhu nárok. Investiční trust obdržené dividendy pravidelně vyplácí akcionáři (tzv. distribuční ETF). Mezi výplatními termíny je však musí držet na bezúročném účtu. Vzniká zde tzv. cash drag, tedy snížení výkonnosti fondu oproti stavu, kdy by hotovost zůstala zainvestovaná. Oproti tomu investiční fond si dividendy ponechává a jeho manažeři se s nimi pouštějí do dalších investic, které s sebou nesou další riziko, ale také možnost vyšších zisků. ETF, které si dividendy ponechává, se označuje jako reinvestiční nebo akumulační.

## Typy ETF
Indexové ETF
Indexové ETF jsou složeny z takových cenných papírů, jež nejlépe dokážou kopírovat vývoj vybraného akciového indexu. K únoru 2009 se ve Spojených státech obchodovalo s 439 indexovými ETF v celkové hodnotě 290 mld. USD, 210 mezinárodními indexovými ETF v celkové hodnotě 95 mld. USD a 69 dluhopisovými indexovými ETF v hodnotě 64 mld. USD. Investoři tak např. mohou skrze ETF spekulovat na vývoj těch největších světových akciových indexů jako Dow Jones Industrial Average (DIA), Nikkei (EWJ), apod.
Komoditní ETF
Stále populárnějšími se nyní stávají i komoditní ETF. Jedná se ETF, jež se snaží participovat na pohybu určité komodity od zemědělských produktů po drahé kovy. Na rozdíl od indexových ETF však nejsou složeny z akcií, ale z futures či jiných kontraktů. Pro představu, ve chvíli kdy kupujete ETF na zlato, nekupujete si ETF složené ze zlatých prutů, ale ETF obsahující aktiva, jež jsou zlatem krytá. Pro investory tak prostřednictvím komoditních ETF, jež se obchodují stejně jednoduše jako akcie, vzniká zajímavá alternativa v komparaci s jinak obtížnějším obchodováním na samotných komoditních trzích jako NYMEX, či COMEX. Jako příklad komoditních ETF lze uvést SPDR Gold Shares (GLD) či United States Oil (USO).
Dluhopisové ETF
Tento typ ETF prostředky investuje výhradně do dluhopisů. Můžeme je rozdělit do několika kategorií v závislosti na tom, na jaký typ dluhopisů se zaměřují (například vládní, korporátní či vázané na inflaci). Jejich výhody (oproti nákupu jednotlivých dluhopisů) spočívají především ve vyšší likviditě a také v diverzifikaci rizika.
Měnové ETF
Stejně jako se indexové ETF snaží kopírovat vybrané akciové indexy, tak se ty měnové pokouší kopírovat vývoj vybraných měn. Existují rovněž ETF, jež nekopírují pouze jednu specifickou měnu, ale rovnou celý koš měn. Nejčastěji jsou tato ETF zkonstruována tak, že obsahují futures na vybranou měnu, nebo přímo hotovostní deposita sledované měny. Např. CurrencyShares Euro Trust (FXE), US Dollar Money Market (LSE).
Sektorové ETF
Sektorové ETF pracují na stejné bázi jako ETF indexové. Nejčastěji se jedná o ETF složená z koše cenných papírů nejlépe reprezentujících sledovaný sektor jako např. finanční, biotechnický, energetický, atd. Zároveň jsou zkonstruována ETF i na vybrané regiony popř. konkrétní státy, jež reflektují jejich performanci. Např. SPDR Consumer Staples (XLP), SPDR Basic Industries (XLB).
Pákové ETF
Pákové ETF, na rozdíl od těch běžných, reflektují vývoj vybraných indexů, či sektorů s mnohem větší citlivostí. Velmi často se u nich setkáváme s označením bullish a bearish, jež jasně demonstruje, na jaký vývoj daný instrument sází. (bullish-růst trhu, bearish-pokles trhu) V praxi lze tak pořídit ETF, jež kopíruje vývoj vybraného indexu např. S&P 500 s dvojnásobnou, či trojnásobnou rychlostí. Jedná se tak o velmi sofistikovaná ETF složená nejen z akcií, ale zároveň swapů, či vybraných derivátů, nejčastěji futures. Se zvýšenou volatilitou na trzích roste i popularita těchto ETF. Např. Financial Bull 3× Shares (FAS), Technology Bear 3× Shares (TYP).
Inverzní ETF
Inverzní ETF jsou konstruovány pomocí různých derivátů za účelem zisku z poklesu hodnoty podkladového benchmarku nebo indexu. Jedná se o podobný typ investice, jako je držení několika krátkých pozic nebo použití kombinace pokročilých investičních strategií za účelem zisku z poklesu cen. Mnoho inverzních ETF používá jako podkladový benchmark futures kontrakty.
Environmental, social and corporate governance (ESG) ETF
Pod zkratkou ESG se skrývá soubor faktorů, dle kterého se vybírají společensky odpovědnější podniky vhodné pro investice. Růst kapitálu ETF fondů s ESG tematikou postupuje mílovými kroky a jen mezi roky 2018 a 2019 byl příliv peněz v Evropě s vloženými 120 miliardami eur dvojnásobný. Podobný trend se dá sledovat i v USA. Mezi nejznámější firmy s touto politikou patří třeba Unilever, Vodafone, Wells Fargo, JPMorgan.
Tematické ETF
Tematické ETF se obvykle zaměřují na dlouhodobé společenské trendy, jako jsou převratné technologie, změna klimatu nebo změna spotřebitelského chování. Mezi nejoblíbenější témata patří cloud computing, robotika a elektromobily, ale také zakázková ekonomika (z anglického gig economy), e-commerce a čistá energie.

## Výhody
Jak už bylo popsáno výše, jednou z největších výhod tohoto finančního instrumentu je jeho jednoduchost a pružnost. I přesto, že ETF v sobě zahrnují velké množství rozdílných finančních instrumentů, tak samotná manipulace s nimi je stejná jako u akcií, tj. dají se nakoupit/prodat jedinou transakcí, což je efektivnější nejen z pohledu rychlosti transakce, ale i její nákladovosti. Investor tak může s podíly v ETF manipulovat v průběhu obchodní fáze, na rozdíl od běžných podílových fondů, u nichž se vždy bere zavírací cena. Většina ETF instrumentů je rovněž v porovnání s klasickými podílovými fondy tzv. „tax friendly“, tj. že daně z kapitálových zisků jsou s ohledem na strukturu obchodu nižší. U ETF se daní pouze kapitálové zisky ve chvíli kdy je fond prodán, zatímco u podílových fondů jsou zisky daněny i v průběhu “života“ investice. Instrumenty ETF (např. finančních sektorů) jsou rovněž velmi zajímavou volbou pro investory, soustřeďující se na krátkodobé investování a to především s nástupem strategie trendového obchodování.
V otázce nákladovosti je znovu nutné zdůraznit jejich výhodnost oproti klasickým fondům. Při nákupu a prodeji platíme pouze poplatek za zprostředkování obchodu a zcela tak odpadá platba vstupních a výstupních poplatků, stejně tak jako roční poplatky správci fondu. Sice si management ETF stahuje jistou část majetku do své kapsy jednou do roka jako poplatek za správu a řízení, ale tyto sumy zdaleka nepřekračují roční poplatky jiných fondů.
Příklad: Indexový fond ČSOB zaměřený na akciový index S&P 500 má vstupní poplatek 2 %. Roční poplatek za obhospodařování fondu pak činí 0,7 %. Stejně zaměřený fond Vanguard 500 Index má nulový vstupní poplatek a poplatek za obhospodařování 0,15 %. Tento roční poplatek je považován za jeden z nejnižších v rámci mutual-fondů. Naproti tomu při investici do Exchange-Traded Fund Spider (SPY) se stejnou strukturou a rozložením aktiv je vstupní poplatek samozřejmě nulový a roční poplatek managementu za správu a obhospodařování činí pouze 0,08 %.
Tedy pokud zobecníme na TER (total expense ratio), nachází se v rozmezí od 0,03 % u hlavních indexových ETF s vysoce likvidními tituly do 1 % u specifických indexů (sektory a regiony s méně likvidními tituly). Kdežto TER klasických indexových fondů se pohybuje v rozmezí 0,3 % až 1 % a tedy z tohoto pohledu mají ETF šanci být silnými konkurenty indexových fondů. Další nespornou výhodou je jistá diverzifikace v portfoliích ETF. Ty nabízejí velmi jednoduchou a efektivní cestu jak alokovat jejich prostředky po celém světě do různých odvětví, a tak i s malou částkou dosáhnout vysokého stupně rozložení rizik.
Díky průběžné kotaci prakticky po celý obchodní den, máme kdykoliv přehled o vývoji cen a tak i šanci reagovat téměř okamžitě na zprávy z oblasti trhů dalším nákupem nebo prodejem podílů.
V případě medvědího trhu, tedy v době, kdy ceny akcií v důsledku negativních zpráv, paniky a hospodářských krizí klesají, nám ETF nabízí tak jako akcie možnost buď prodat naprázdno (short sell – spekulace na pokles ceny), či přímo nakoupit už předdefinovaná SHORT ETF, která fungují na úplně stejném principu jako obyčejná ETF, ale fungující naprosto opačně - tedy spekulující na pokles cen akcií indexu právě prostřednictvím short-sales. Možnost prázdného prodeje je často pro většinu investorů nedostupná a tedy SHORT ETF jim tento obchodníkův nebo právní nedostatek plně nahrazují.
A v neposlední řadě je třeba zmínit výhody ETF pákového typu, které nabízí investorovi možnost radikálněji a rapidněji zhodnocovat či znehodnocovat své finanční prostředky. Některé regulace, předpisy a obchodní podmínky obchodníků s cennými papíry totiž nedovolují každému investorovi užívat výhod úvěrového obchodování. Tento nevyužitý prostor v poslední době zaplňují právě pákové produkty, mezi které se v posledním roce zařadily i leveraged ETF (pákové), které přinášejí dvojnásobně nebo trojnásobně větší zisky a ztráty než v případě investic do standardních ETF a klasických fondů.
Diverzifikace
Drobnému akcionáři umožní diverzifikaci rozložením na více firem, tím že například kopírují akciový index. Sektorové indexy umožňují investorovi podílet se na vývoji části ekonomiky bez toho, aby si vybral jen jednu firmu, která může utrpět nepředvídatelnou škodu. ETF sledují vývoje na exotických trzích, na které je pro investora těžké se dostat. Na emerging markets dochází k vyšší volatilitě, kterou mohou investoři postrádat na rozvinutých trzích. Investice do komodit jako zlato skrze ETF snižují minimální počáteční investici, přes kterou se drobný investor nemá šanci na trhu dostat. Minimální investice u burzovně obchodovaného fondu je jeho jedna akcie.
Vypadá jako akcie, ale není to akcie
Obchodování s ETF s sebou nese všechna pozitiva i negativa obchodování k běžnými akciemi. Lze je nakupovat u brokera na margin, provádět short obchody nebo stanovit limity pro cenu, za kterou chceme nakupovat nebo prodávat. Ačkoliv jsou ETF srovnávány s běžnými akciemi, tak jejich držitelé nemají právo akcionáře na rozhodování ve společnosti. Na rozdíl od indexových fondů, se kterými jsou ETF také často srovnávány jsou ETF obchodovány po dobu otevření burzy a jejich cena se kótuje každých 15 sekund. NAV indexových fondů se určuje jen jednou denně. Riziko s sebou přinášejí jednotlivé předměty investic. Například při investici do indexů rozvojových trhů je třeba brát ohledy na menší likviditu, forexové riziko nebo riziko zavedení vyšších úrokových měr v zemi atd. Díky tomu, že jsou ETF emitovány největšími světovými finančními domy (např.: Morgan Stanley, Barclays), tak je kreditní riziko poměrně malé.
Tracking error
Odklon od ceny podkladových aktiv neboli tracking error nastává u velmi širokých indexů, které obsahují akcie, které se podílejí na indexu jen zlomkem, a proto je manažeři fondu vyřadí a upřednostní tzv. sample (vzorek) indexu, který je od malých aktiv oproštěn. Druhým extrémem jsou indexy, ve kterých nějaká akcie tvoří více než 25 % hodnoty indexu. V tomto případě jsou burzovně obchodované fondy omezeny SEC, u které jsou registrovány na základě Investment Company Act z roku 1940. To jim umožňuje mít v portfoliu jednu akcii s maximálně 25% podílem. Dalším důvodem pro vznik tracking error je nízká likvidita například na rozvíjejících se trzích.
Poplatky - TER
To jaké poplatky jsou s těmito cennými papíry spojeny můžeme zjistit ze zkratky TER neboli Total expense ratio, což by se dalo přeložit do češtiny jako celkové náklady. Zajímavé je srovnání s podílovým fondem. Zatímco u podílových fondů musíte často počítat s různými vstupními i výstupními poplatky, u ETF se poplatky pohybují do 1 % a u těch nejlevnějších se dostanete na hodnoty kolem 0,1-0,2 % za rok či dokonce pod 0,1%.
Spousta ETF má absenci poplatků za řízení fondu, což je dáno tím, že investiční strategie fondu je stanovena výběrem podkladového aktiva. Možnost řízeného investování přichází v úvahu, když je burzovně obchodovaný fond založen jako investiční společnost a manažeři fondu reinvestují dividendy místo toho, aby je propláceli akcionářům. V případě investičního trustu je dividenda držena do čtvrtletního vyplacení na bezúročném účtu a vzniká tedy cash drag.
Spolu s brokerským poplatkem při nákupu a prodeji ETF, platí také investor automaticky poplatek ve výši poloviny bid-ask spreadu. Ten dosahuje malých hodnot u velkých společností obchodovaných s velkou likviditou, ale na rozvíjejících se trzích, kde může být menší zájem investorů a nižší likvidita se rozevírá spread do větší šířky.
Daňová efektivita (in kind)
Daňové efektivity dosahují burzovně obchodované fondy tím, že při vzniku a zpětném odkoupení ETF na primárním trhu jde vlastně o výměnu aktiv (in kind) a negenerují se proto zdanitelné kapitálové zisky. Rizikem pro daňovou efektivitu je situace, při které fondy nedrží akcie déle než 60 dní. V tomto případě se na ně vztahuje daň ze zisku. To vznikají jen při změně složení podkladových aktiv. Díky pasivnímu řízení fondu nevznikají další transakční poplatky.

## Kritika
Za určitých okolností může být investice do ETF nevýhodná a to především při investování malých částek v častých intervalech, kdy výše poplatků může být v konečném důsledku vyšší než u klasických podílových fondů.
Dalším faktorem, jenž by investory od tohoto finančního instrumentu mohl odradit, je výše odchylky mezi vývojem tržní ceny a NAV sledovaného ETF, jež při extrémních tržních turbulencích může přesáhnout až míru 10 %.
Za další „slabinu“ ETF může být považováno i slabé pokrytí mimo-amerických indexů. Pokud by tak měl investor potřebu koupit zahraničně orientované ETF, zjistí, že škála aktuálně nabízených ETF je v porovnání s podílovými fondy jednoduše nedostatečná.

## Ochutnávka investičních strategií pro ETF
Růst nebo hodnota?
Investoři volí základní dvě strategie pro obchodování s ETF. První z nich mají v portfoliu „růstové“ akcie, zde si investor sice nepřijde na dividendu, protože firma reinvestuje své zisky a tím zvyšuje svoji hodnotu. Tyto akcie často otevírají býčí trend. Opakem jsou „hodnotové“ akcie, které jsou „schované perly“ s nižším P/E ratiem, ale za to lákají investory na dividendy a v býčím trhu se očekává jejich zhodnocení vyšší než u růstových akcií díky neefektivitě trhů. V historickém srovnání vycházejí s lepším score hodnotové akcie, které si v rozmezí let 1975–2002 připsaly více ziskových let než jejich konkurenti. Ne u každé akcie je možné přesně rozlišit, o kterou z nich vlastně jde. Takové emise se nazývají „blend“.
Hrnec nebo hrníček?
Ruku v ruce s růstovým nebo hodnotovým rozlišením jdou také investice do malých (small cup) nebo velkých podniků (large cup). Zatímco ty malé dokáží překonat překoupené blue chips na vrcholu býčího trendu, tak akciový obři dokáží podle historických statistik lépe přečkat období recese. ETF sledující vývoj large cups jsou například SPDR Dow Jones Large Cap Growth. ETF pro investory toužících po small cups kopírují například index Russell 2000.
Problémy indexových ETF
Problém s pokrýváním indexů nastává, když je příliš podkladových emisí. Příkladem je index Morgan Stanley Capital International, který pokrývá 1500 akcií z rozvíjejících se trhů. Náročnost získání všech těchto emisí do jedné sbírky přivádí ETF k tomu, že nakoupí pouze jejich reprezentativní vzorek (sample), aby se vyhnulo nutnosti držet akcie, které tvoří jen například několik desetin váhy v indexu.
Měnové ETF
V roce 2009 dolar zažil výrazné výkyvy a tím určil i nový trend burzovně obchodovaných fondů. Investoři se proti klesajícímu dolaru zajišťují nákupem ETF jiných měn. V roce 2009 se například dařilo nejlépe ETF navázanému na australský dolar, který tím zhodnotil postupné zvyšování úrokových sazeb australské centrální banky. Proti pohybům dolaru se lze zajistit také ETF PowerShares DB US Dollar Index Bullish & Bearish Funds, ty sledují vývoj short a long futures Deutsche Bank US Dollar Index (USDX®). Navíc bearish fond, který nakupují spekulanti na pokles dolaru, kopíruje také koš dalších světových měn a tím pádem je pravidlem, že při poklesu amerického dolaru jeho hodnota posilní.